# Locomotive Willamette

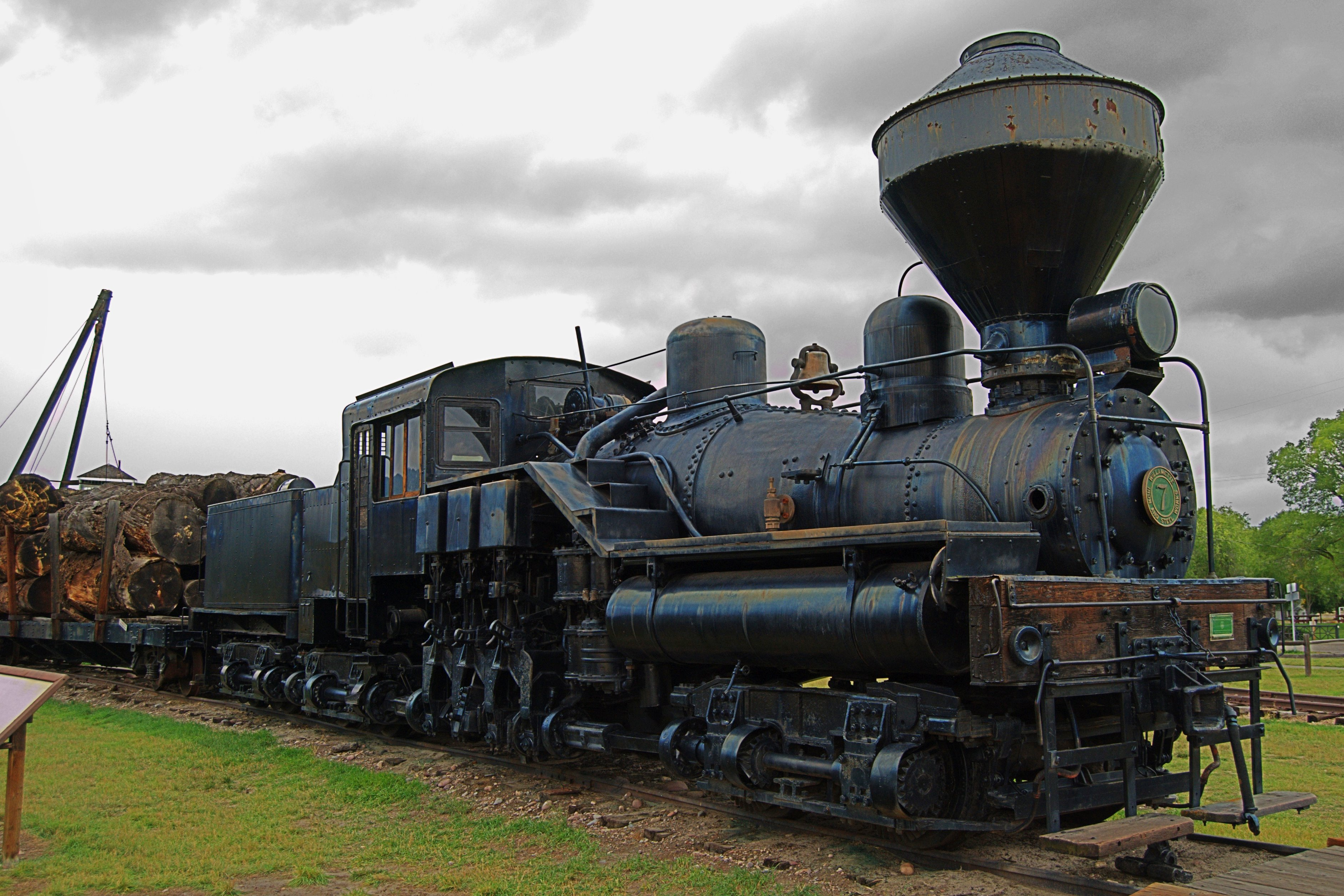
Locomotive Willamette, en présentation statique au musée de Fort Missoula

Les Willamette locomotive sont des locomotives à vapeur à engrenages dérivées des  locomotives Shay, construites par la Willamette Iron and Steel Works de Portland, dans l'Oregon. Après expiration des brevets clés des locomotives Shay, il était possible pour les autres fabricants de produire des clones de Shay.
Les Willamette sont très similaire à Shay, mais avait cependant beaucoup de différences, le fabricant ayant pour but de proposer une « Shay améliorée », même si la « Pacific Coast Shay », proposée plus tard par Lima, le constructeur historique des Shay, a repris de nombreuses innovations mise en place par Willamette.
Les différences sont :
- tous les Willamettes ont été équipés avec des surchauffeurs, tandis que Shay n'en ont en général pas ;
- les pièces de la chaudière sont soudées ensemble, au lieu d'être boulonnées ensemble ;
- la Willamette utilise une distribution Walschaerts, tandis que la Shay utilise principalement une distribution Stephenson ;
- le cylindre arrière sur les Willamette est tourné dans la même direction que le reste des cylindres, tandis que les deux cylindres avant d'une Shayest tourné vers l'avant, alors que le cylindre arrière fait face à l'arrière ;
- le cylindre arrière sur une Willamette est déplacé vers l'avant de la cabine, tandis que dans une Shay, l'arrière du cylindre est presque en saillie dans la cabine ;
- les coiffes des vannes sont tournés vers l'extérieur ;
- le ressorts des bogies sont inclinés pour un meilleur soutien.

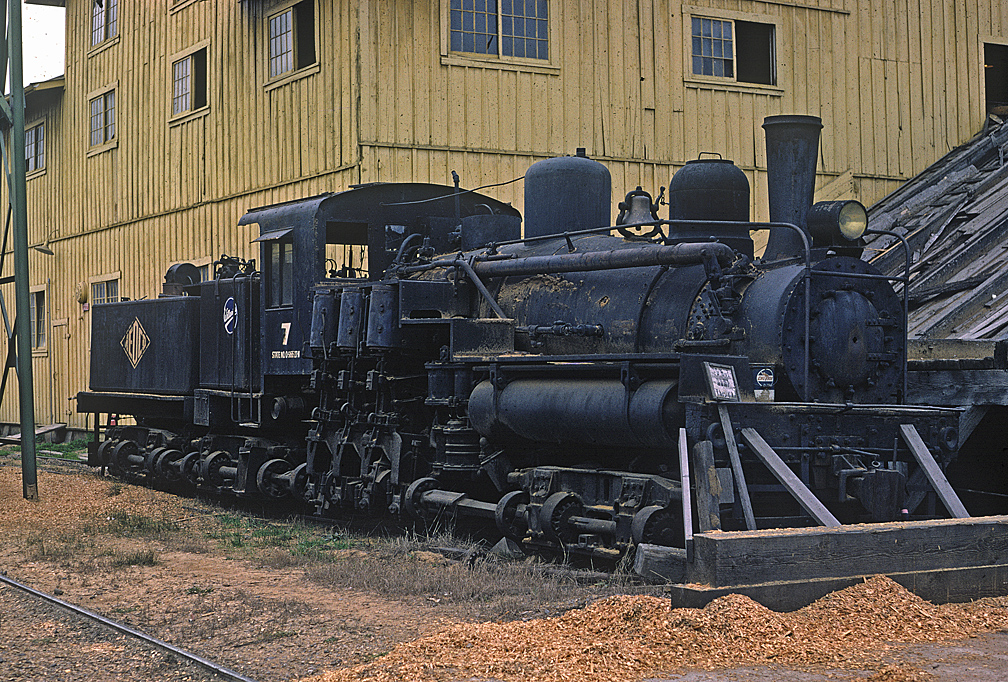
En avril 1964, la Medco Willamette n°7 était toujours au chantier de Medford, bien qu'hors service depuis longtemps. Cette locomotive rejoindra le Railroad Park (une installation privée) à Dunsmuir, en Californie, où elle se trouve aujourd'hui.

Lors d'un test fait entre une Shay et une Willamette, la Shay a tiré de 27 wagons vides, tandis que la Willamette a tiré 29 wagons vides, tout en utilisant 40 % de carburant en moins.
Hormis un exemplaire, toutes les Willamette utilisent du fioul, en dépit de l'utilisation par des entreprises d'exploitation forestière, d'où le bois est abondant. Les machines au fioul produisent quelques étincelles, cependant moins que les machines chauffées au bois ou au charbon et susceptibles d'enflammer la forêt. La seule Willamette fonctionnant au charbon a été exploitée par l'Anaconda Copper.
Six Willamettes ont été conservées, une seule est opérationnelle au Mount Rainier Scenic Railroad à Minéral, Washington.